# Deubner-Verlag
Der Deubner-Verlag ist ein Fachverlag für Steuern und Recht mit Sitz in Köln. Das Haus gehört zur WEKA Holding und publiziert für Steuer- und Rechtsberater und ihre Angestellten.
Neben den klassischen Printausgaben erscheinen viele Titel auf CD-ROM. Sie werden ergänzt und erweitert um die Internetportale Recht & Praxis, Steuern & Praxis und Deubner - Akademie.
Zum Deubner Verlag gehören die Marken Deubner Steuern und Praxis, Deubner Recht und Praxis, Deubner Fachangestellte, die Deubner Akademie und seit 2008 das Rechtsportal Familienrecht.
Im Jahr 1997 wurde Deubner Teil der WEKA-Firmengruppe, die damit ihre steuerlichen Aktivitäten in Köln bündelte. 2002 integrierte Deubner den Verlag Recht und Praxis und weitete sein Geschäft auf Anwälte und Notare aus. Seit 2005 bietet Deubner Produkte für Rechtsanwalts- und Notarfachangestellte an.
Die Deubner Verlag GmbH & Co. KG beschäftigte 2007 am Standort Köln 53 Mitarbeiter.
Gegründet wurde das Haus 1974 von Peter Deubner, Nachfolger der deutschbaltischen Buchhändler- und Verlegerfamilie Deubner, deren Name heute Bestandteil mehrerer deutscher Verlage ist.

## Weblink
- Website des Verlags